# Carl Löfving
Carl Olof Löfving, född 15 april 1940, är en svensk jurist och arkeolog.
Carl Löfving disputerade på Arkeologiska institutionen på Göteborgs universitet 2001 på en avhandling om Gothia som ett danskt-engelskt skattland omkring år 1000.
Han har arbetat som stadsjurist och gett ut böcker i offentlig rätt och om medeltidshistoria.